# ポーリング (小惑星)
ポーリング（4674 Pauling）は小惑星帯の内縁部に位置する、ハンガリア群 の小惑星である。エレノア・ヘリンがパロマー天文台で発見した。
アメリカ合衆国の化学者であり、反核運動家としても知られるライナス・ポーリングに因んで命名された。
直径は8キロメートルほど で、ジャガイモのような形をしている。
2004年に、ヨーロッパ南天天文台の観測グループによって小さな衛星の発見が報告され、S/2004 (4674) 1という仮符号が付けられた。衛星の直径は2.5キロメートルほど で、主星から250キロメートルほど離れた軌道を、おそらく45日ほどの周期で回っている。また、ライトカーブの測定によると主星の自転周期は2.5306 ± 0.0003 時間 である。